# Salvador Puig Asbert
Salvador Puig Asbert (* 4. Dezember 1979 in Montcada i Reixac) ist ein spanischer Handballtrainer und ehemaliger Handballspieler.

## Spielerkarriere

### Verein
Salvador Puig Asbert lernte das Handballspielen im örtlichen Verein CB La Salle Montcada und dem nahegelegenen BM Granollers, für den er ab 1996 in der Männermannschaft in der Liga ASOBAL auflief. Der 1,98 m große rechte Rückraumspieler machte in den nächsten Jahren durch gute Leistungen international auf sich aufmerksam und wechselte 2003 gemeinsam mit seinem Mitspieler Marc Amargant nach Deutschland in die 1. Bundesliga zu Frisch Auf Göppingen. Nach nur einer Saison kehrte der Linkshänder nach Spanien zurück und unterschrieb beim FC Barcelona, mit dem er 2004/05 die EHF Champions League, 2005/06 die Liga ASOBAL, 2006/07 die Supercopa Asobal und die Copa del Rey gewann. Im Sommer 2007 ging er im Tausch für Eric Gull zum BM Valladolid. Nach einem fünften Platz in der Liga 2007/08 kehrte er nach Granollers zurück. Im Europapokal der Pokalsieger 2009/10 unterlag er mit Granollers in den Finalspielen dem VfL Gummersbach. Ab 2011 stand er beim französischen Erstligisten Toulouse Handball unter Vertrag. Im Sommer 2014 kehrte er wieder nach Granollers zurück, wo er zwei Jahre später seine Laufbahn beendete.

### Nationalmannschaft
In der spanischen Nationalmannschaft debütierte Puig Asbert beim 31:30 gegen Deutschland am 10. Juni 2006 in Mannheim. Innerhalb eines Jahres bestritt er zehn Länderspiele, in denen er 15 Tore erzielte.

## Trainerkarriere
Ab 2016 trainierte Salvador Puig Asbert den Verein UEH Calella, von 2019 bis 2021 UE Sarrià und von 2021 bis 2022 die Frauenmannschaft von KH-7 BM Granollers.

## Privates
Sein Vater Jaime Puig war Olympiateilnehmer 1984 und 1988 im Handball mit Spanien.